# St Mary’s Church (Tempe)

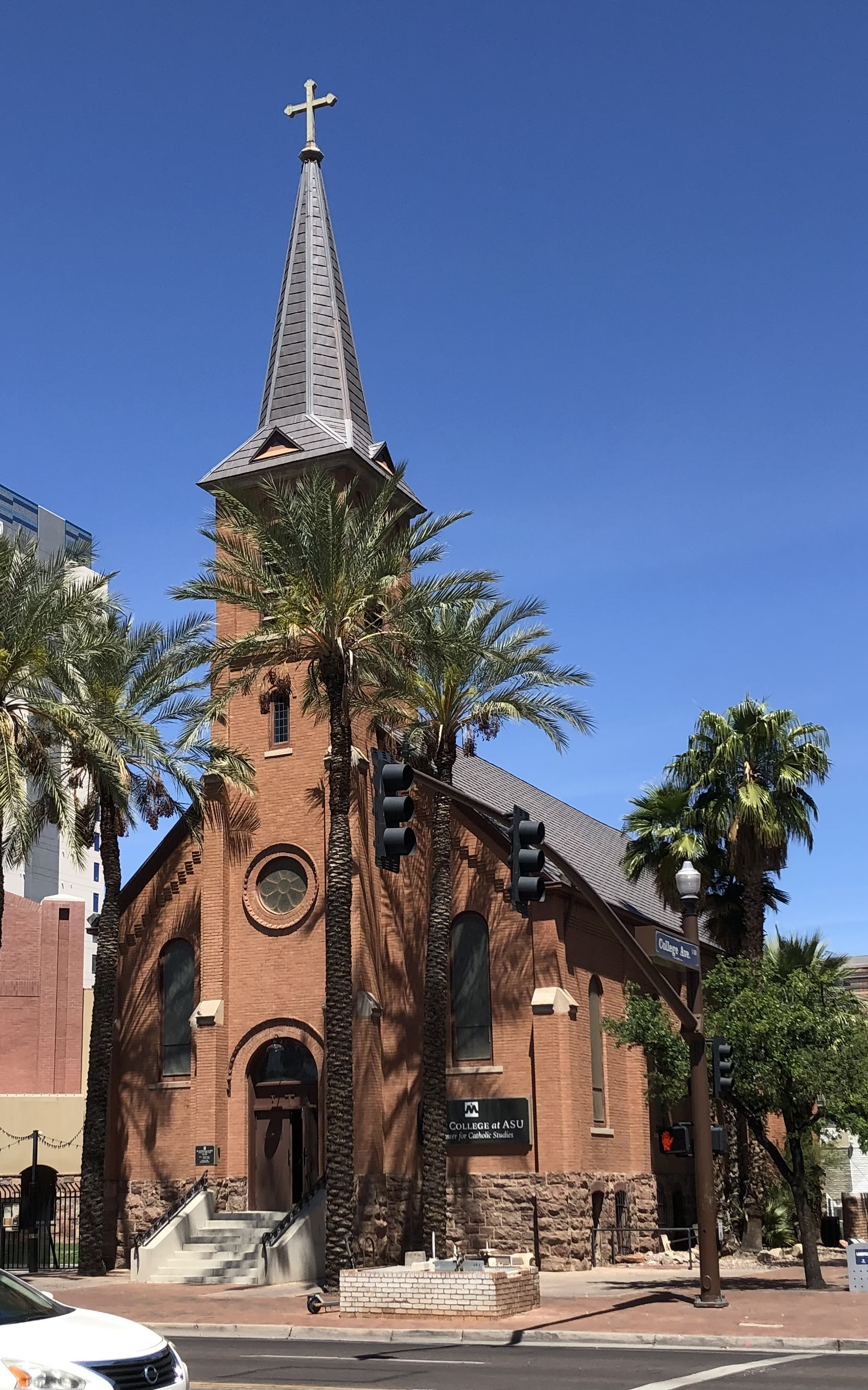
St Mary’s Church, 2023

Die St Mary’s Church, auch Old St. Mary’s Church, ist eine römisch-katholische Kirche in der Stadt Tempe in Arizona. Bereits 1977 wurde die Kirche in das National Register of Historic Places eingetragen.

## Lage
Die Kirche befindet sich in der Innenstadt von Tempe auf der Nordseite des University Drive, in einer Ecklage zur östlich einmündenden S College Avenue, an der Adresse 230 E University Drive.

## Geschichte
Seit 1881, nach anderen Angaben seit 1878, bestand im Ort eine katholische Kapelle. Sie hieß Nuestra Señora del Carmen bzw. Our Lady of Mount Carmel, hatte nur einen gestampften Boden und keine Bänke. Genutzt wurde sie vor allem von in der Gegend lebenden Yaqui und Mexikanern. Priester war Edward Gerard. Im Jahr 1891 wurde die Kapelle der St. Mary’s Church in Phoenix zugeordnet und als St. Mary’s Mission Church bezeichnet. 1895 kam der aus Deutschland eingewanderte Franziskanerpriester Severinus Westhoff, O.F.M. als dritter Pfarrer in die Gemeinde. Auf seinen Wunsch entstand nahe der Kapelle eine katholische Schule. Er initiierte auch den durch den Bevölkerungszuwachs notwendig gewordenen Neubau einer Kirche. Dafür wurde das heutige Grundstück erworben. Mit der Unterstützung der Yaqui, der mexikanisch-amerikanischen und der angloamerikanischen Gemeinschaft sowie zwei Maurern aus Phoenix und Tucson wurde die Kirche ab 1902 errichtet und 1903 fertiggestellt. Auch mehrere bekannte Bürger des Orts wie John Curry, J. J. Hodnett, Winchester Miller und J. T. Priest waren beim Bau der Kirche engagiert. Die Einweihung fand im Januar 1904 statt. Sie ist die älteste Kirche Salt River Valley.
1932 machte Daniel James Gercke, Bischof von Tucson, die Kirche unter dem Namen Our Lady of Mount Carmel zur Pfarrkirche. Im gleichen Jahr wurde am Tempe State Teacher’s College, der heutigen Arizona State University, der erste Newman Club gegründet, der sich im Keller der Kirche traf. 1952 wurde das Newman Center gebaut. 1962, die Gemeinde bezog eine neue Kirche, übernahm sie der Newman Club. Die Dominikaner erwarben in den 1960er Jahren die Kirche und sammelten Geld zu ihrer Restaurierung.
Es war dann jedoch beabsichtigt die Kirche zu verkaufen und 1971 hier ein Jack in the Box-Restaurant einzurichten. Die Diözese stoppte jedoch die Pläne und es wurde 1975 mit der Restaurierung begonnen. Andere Angaben nennen eine Spendensammlung für die Kirche durch die Kolumbusritter im Jahr 1976. 1980 wurde die Kirche neu eingeweiht.
Die Kirche dient als Campus des Mary Colleges der Arizona State University, eines Instituts für katholische Studien in Zusammenarbeit der Diözese Phoenix, des All Saints Catholic Newman Centers, der Arizona State University und der University of Mary. Das Newman Center befindet sich neben der Kirche. Am Aschermittwoch 2013 wurde am Newman Center eine Kapelle eröffnet.
2019/2020 fand eine erneute Renovierung statt.

## Architektur
In der neogotischen Gestaltung orientierte man sich an Kirchenbauten der Zeit aus Westhoffs Heimat Deutschland. Die roten Ziegel der Kirche entstanden in einer etwa zwei Meilen entfernt gelegenen Ziegelei und wurden per Pferdefuhrwerk zur Baustelle gebracht. Der Ton stammte aus Fort McDowell. Das Fundament entstand aus Basaltsteinen, die aus dem Tempe Butte gewonnenen wurden. Der Grundriss der in Nord-Süd-Richtung ausgerichteten Kirche ist rechteckig. Vor die nach Süden weisende Hauptfassade ist der Kirchturm mit quadratischem Grundriss gesetzt. Er läuft in eine hohe spitz zulaufende achteckige Haube aus. Am Fuß des Turms befindet sich der als Rundbogen gestaltete Haupteingang. Der Turm ist auf beiden Seiten von hohen Rundbogenfenstern flankiert. Sowohl an der West- als auch an der Ostseite des Kirchenschiffs sind jeweils fünf rundbogige Fensteröffnungen angeordnet. Die zwölf Fenster sind mit Buntglas versehen.
Im Kircheninneren befinden sich korinthische Säulen, auf denen Gewölbe ruhen. Außerdem gibt es ein Bildnis Unserer Lieben Frau von Guadalupe.
Die Glocke im Kirchturm wurde 1903 für die Kirche in St. Louis gegossen.